# Wybory do rad narodowych w Polsce w 1969 roku
Wybory do rad narodowych w Polsce w 1969 roku – wybory do rad narodowych w PRL, przeprowadzone 1 czerwca 1969 roku – jednocześnie z wyborami do Sejmu – na podstawie uchwały Rady Państwa z 14 marca 1969 r.
Wybierano radnych do:
- wojewódzkich rad narodowych,
- powiatowych rad narodowych,
- miejskich rad narodowych,
- dzielnicowych rad narodowych i
- gromadzkich rad narodowych.

Frekwencja wyniosła 97,61%. Według obwieszczenia Państwowej Komisji Wyborczej na listy FJN oddano 99,22% ważnych głosów. Głosów nieważnych oddano 7766, czyli 0,04% wszystkich oddanych głosów.